# 有效性
逻辑学中，一个演绎论证或论据（argument）是「有效的（valid）」，当且仅当它没有所有前提为真同时结论为假，并且它的结论跟随前提的逻辑，否则它是无效的。一个有效的演绎论证并不必需要它的部分前提或结论为真，但是如果它所有的前提为真，那么它的结论必为真。
我們可以引入內在矛盾（internally contradictory）的概念來定義「有效性（validity）」：「對於任何論證而言(假設它的所有前提所組成的集合不是內在矛盾的)，如果由它的所有前提以及對於結論的否定所共同組成的語句集合是內在矛盾的，則該論證是有效的。」在定義中之所以有「假設所有的前提所組成的集合不是內在矛盾的」這樣的一個但書，是因為從矛盾的前提可以推導出任何的結論，這一性質在自然演繹法（natural deduction）中是顯然的。
一个论证的有效性可以被检验、证明或反驳，并取决于它的逻辑形式。
在形式演繹系統中，一个逻辑公式被称为是有效的，如果它在所有释义（interpretation）下都是真的。更一般的說，給定一個形式語言 {\displaystyle L}，當我們說公式 {\displaystyle \Phi } 是有效的，即表示該形式語言 {\displaystyle L} 中的所有釋義 {\displaystyle I} 都是 {\displaystyle \Phi } 的模型(Model)，用符號表示即為：{\displaystyle \models _{L}\Phi }。另外，在邏輯學中我們已經約定：對於形式語言 {\displaystyle L} 的所有釋義 {\displaystyle I} 都是空集合 {\displaystyle \phi } 的模型，所以形式語言 {\displaystyle L} 中的每一個有效公式 {\displaystyle \Phi } 都是空集合 {\displaystyle \phi } 的語意結論（semantic consequence），用符號來表示即為： {\displaystyle \phi \models _{L}\Phi }。在某些中文邏輯教科書中，也將「model」翻譯成「釋模」。参见模型论或数理逻辑。
一个重言式，或重言公式，是真值泛函有效的。不是所有量化逻辑的有效的公式都是重言式。参见真值表。

## 例子
以下的演绎论证是有效的，且前提与结论皆为真。
人必有一死。
苏格拉底是人。
因此，苏格拉底必有一死。
以下的演绎论证也是有效的，但是前提不全是真的。
猫有九条命。
苏格拉底是猫。
因此，苏格拉底有九条命。
形式逻辑中，有效的论证可以表示如下，其中P、Q和A表示未分析的或未解释的句子。
所有P是Q，
A是P，
所以A是Q。
实际论证的有效性可以通过把它转换到一个论证形式中，并接着分析这个论证形式的有效性来确定。（上述论证形式是有效的，参见三段论。）
如果所有P是Q，并且A是P，那么A是Q。

## 引用
1. ↑  copi 2019，第26頁.
2. ↑  Gensler, Harry J., 1945-.  Third. New York. January 6, 2017. ISBN 978-1-138-91058-4. OCLC 957680480.